# Biżowci (obwód Gabrowo)
Biżowci (bułg. Бижовци) – wieś w środkowej Bułgarii, w obwodzie Gabrowo, w gminie Trjawna. Według danych Narodowego Instytutu Statystycznego, 31 grudnia 2011 roku wieś liczyła 11 mieszkańców.

## Przyroda
Tereny wokół Biżowci są porośnięte gęstymi lasami, obfitującymi w owoce i zwierzęta. We wsi mieści się hotel, goszczący turystów.